# Manoel Urbano
Manoel Urbano es un municipio de Brasil, en el centro del estado de Acre. Su población es de 7.843 habitantes y su superficie es de 9.387 km² (0,83 h/km²).
Limita al norte con el Amazonas , al sur y este con el municipio de Sena Madureira, al oeste con el municipio de Santa Rosa do Purus, al noroeste con el municipio de Feijó y al sudoeste con Perú. Es atravesado por el río Purus.